# Eli Roth

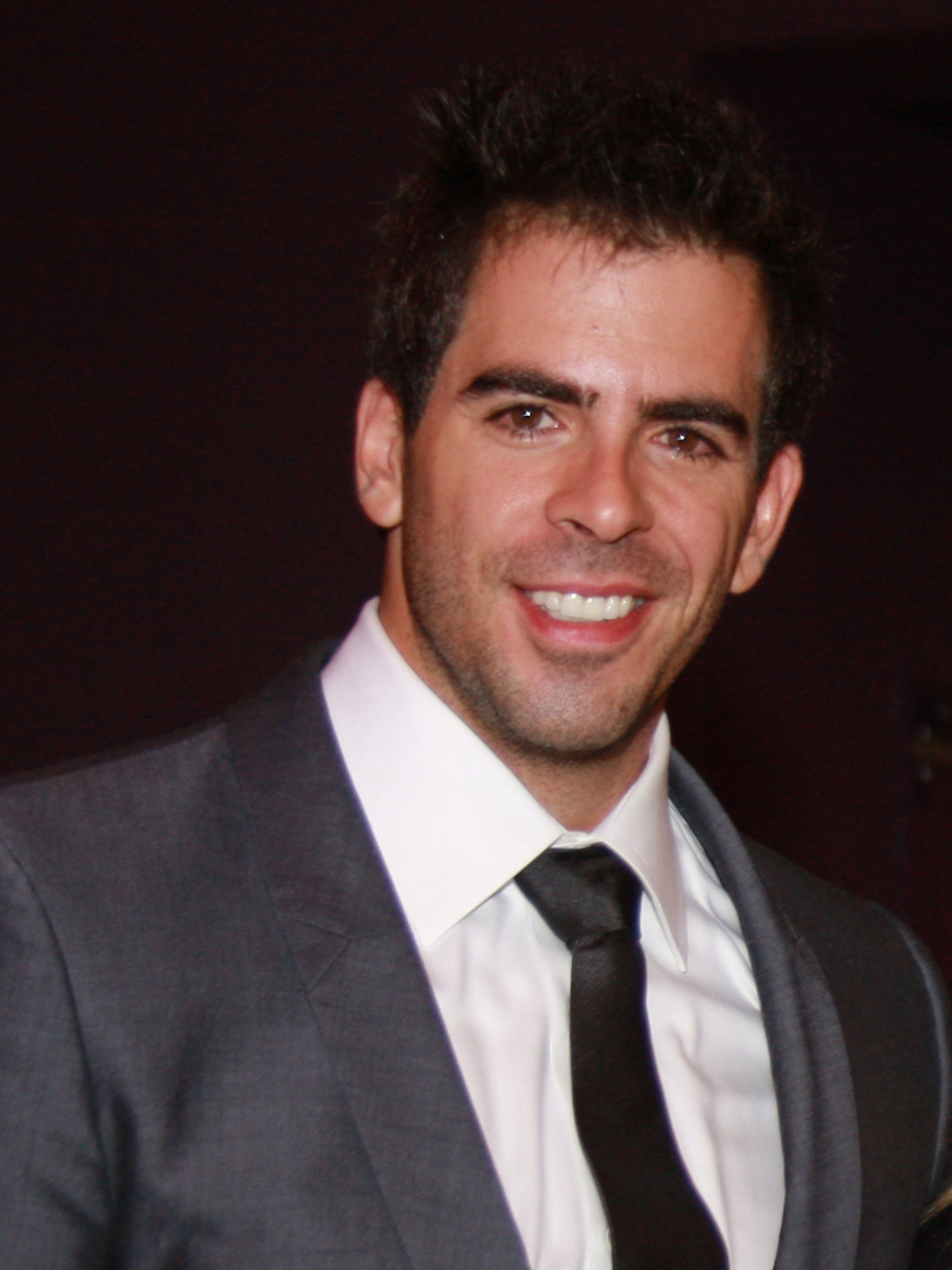
Roth bei der Premiere von Inglourious Basterds (2009)

Eli Raphael Roth (* 18. April 1972 in Newton, Massachusetts) ist ein US-amerikanischer Regisseur, Drehbuchautor, Produzent und Schauspieler. Seine bekanntesten Werke sind der Low-Budget-Horrorfilm Cabin Fever, zu dem er das Drehbuch schrieb, Regie führte, als Produzent tätig war und eine kleine Rolle selbst übernahm sowie die Filme Hostel und Hostel 2, bei denen er das Drehbuch schrieb und Regie führte.

## Leben
Eli Roth wurde in Newton, Massachusetts, geboren und wuchs in einer jüdischen Familie auf. Seine Großeltern waren aus Polen, Russland und Österreich emigriert. Er hat zwei Brüder, Adam und Gabe. Sein Bruder Adam spielte eine Nebenrolle in seinem ersten Film Cabin Fever. Die beiden Horrorfilme Alien von Ridley Scott und Tanz der Teufel von Regisseur Sam Raimi motivierten Eli Roth, selbst Filme zu drehen. In diesem Zusammenhang las Roth als 13-Jähriger ein Interview mit dem Regisseur Sam Raimi über das Thema Filmfinanzierung im amerikanischen Horrorfilmmagazin „Fangoria“, das den Wunsch in Eli Roth weiter steigerte, sich selbst als Filmemacher in diesem phantastischen Genre etablieren zu wollen. So drehte er mit seinen Brüdern zahlreiche Kurzfilme. Nach seiner Schullaufbahn studierte er an der New York University Film und bekam in Hollywood kleinere Aufträge. So assistierte er auch dem Regisseur David Lynch bei Kurzfilmen für dessen Webseite. Anfang der 1990er-Jahre drehte er den Kurzfilm Restaurant Dogs, eine Hommage an Quentin Tarantinos Film Reservoir Dogs von 1992. Für den Film erhielt er 1995 eine Nominierung für den Student Academy Award.
Mitte der Neunziger schrieb er zusammen mit seinem Freund Randy Pearlstein, ebenfalls ein Filmstudent, das Drehbuch zu Cabin Fever, seinem Spielfilm-Debüt. Mit dem Horrorfilm Hostel von 2005 gelang Roth ein kommerzieller Erfolg, der trotz eines R-Ratings den ersten Platz der US-Kinocharts belegen konnte. Außerdem wurde der Film von den US-amerikanischen Kritikern überraschend tendenziell positiv aufgenommen, was bei Werken aus dem Genre des Torture Porns (so der Begriff für Horrorfilme, in denen grafische Folterszenen im Mittelpunkt stehen) eher ungewöhnlich ist. Die Fortsetzung Hostel 2 von 2007 wurde hingegen größtenteils negativ bewertet. In Deutschland ist die Extended Version des Films indiziert und bundesweit beschlagnahmt. Roth schrieb und produzierte den Martial-Arts-Film The Man with the Iron Fists, bei dem der Rapper RZA Regie führte.
Roth ist mit Quentin Tarantino befreundet und spielte in seinen Filmen Death Proof – Todsicher und Inglourious Basterds mit. In Letzterem übernahm er die Rolle des „Bärenjuden“, der Nazis mit einem Baseballschläger tötet. Tarantino produzierte seine Hostel-Filme. Für Inglourious Basterds inszenierte Roth den Kurzfilm Stolz der Nation mit Daniel Brühl als Frederick Zoller. Er drehte auch den Trailer zum fiktiven Film Thanksgiving, der im Double-Feature Grindhouse zu sehen ist. 2023 realisierte er dann die Langfilm-Fassung, die im November als Thanksgiving in die Kinos kam.
Eli Roth lässt oft andere bekannte Regisseure in seinen Filmen auftreten, deren Filme er mag. So hat der japanische Regisseur Takashi Miike (Audition, Ichi the Killer) in Hostel einen Gastauftritt. Auch der italienische Filmemacher Ruggero Deodato, Regisseur des Skandalfilms Nackt und zerfleischt (Cannibal Holocaust), hat eine Gastrolle in Hostel 2. In dem Kurzfilm Stolz der Nation ist Bo Svenson zu sehen, der die Hauptrolle in Ein Haufen verwegener Hunde spielte, der „Inspirationsquelle“ von Tarantinos Film.
Anfang März 2018 erschien die von Roth bereits gedrehte Neuverfilmung von Ein Mann sieht rot in den US-amerikanischen Kinos. In der Hauptrolle ist Bruce Willis zu sehen.
Im März 2025 wurde bekann, dass Roth mit The Horror Section eine eigene Firma gegründet hat, deren Schwerpunkt die Produktionen von Horrorfilmen ist, wobei Fans eingebunden werden sollen. Partner ist die Firma Media Capital Technologies, mit deren Hilfe Podacsts und andere Medien entstehen sollen. Mit The Piano Killer und Don't Go In That House, Bitch! legte Roth in diesem Zusammenhang im August 2025 zwei Fake-Trailer vor.
Roth engagiert sich bei der Tierrechtsorganisation PETA gegen Tierquälerei. Am 27. Oktober 2012 eröffnete Roth in Las Vegas den Geisterbahn-Club Eli Roth’s Goretorium, der bereits ein Jahr später wieder schließen musste.
2014 heiratete Roth die chilenische Schauspielerin und Model Lorenza Izzo. Im Juli 2018 gaben sie ihre Trennung bekannt.

## Filmografie (Auswahl)
- 1996: Liebe hat zwei Gesichter (The Mirror Has Two Faces) (Darsteller)
- 1999: Terror Firmer (Darsteller)
- 1999: Chowdaheads (Kurzfilm) (Regie)
- 2000: Citizen Toxie: The Toxic Avenger IV (Darsteller)
- 2002: Cabin Fever (Regie, Drehbuch, Produktion, Darsteller)
- 2003: The Rotten Fruit (Kurzfilm) (Regie, Drehbuch, Produktion)
- 2004: Tales from the Crapper (Darsteller)
- 2005: 2001 Maniacs (Produktion, Darsteller)
- 2005: Hostel (Regie, Drehbuch, Produktion)
- 2006: Southland Tales (Darsteller)
- 2007: Hostel 2 (Hostel: Part II) (Regie, Drehbuch, Produktion)
- 2007: Grindhouse: Thanksgiving (Fake-Trailer) (Regie, Drehbuch, Darsteller)
- 2007: Death Proof – Todsicher (Grindhouse: Death Proof) (Darsteller)
- 2009: Inglourious Basterds (Darsteller, außerdem Regie des Film-im-Film-Segments Stolz der Nation)
- 2010: Der letzte Exorzismus (The Last Exorcism) (Produktion)
- 2010: Piranha 3D (Darsteller)
- 2012: Rock of Ages (Darsteller)
- 2012: Aftershock – Die Hölle nach dem Beben (Drehbuch, Produktion, Darsteller)
- 2012: The Man with the Iron Fists (Drehbuch, Produktion)
- 2013: The Green Inferno (Regie, Drehbuch, Produktion)
- 2014: Clown (Produktion, Darsteller)
- 2014: The Stranger (Produktion)
- 2015: The Man with the Iron Fists 2 (Ausführender Produzent)
- 2015: Knock Knock (Regie, Drehbuch, Produktion)
- 2015: Eaten Alive! The Rise and Fall of the Italian Cannibal Film (Darsteller)
- 2016: Cabin Fever: New Outbreak (Ausführender Produzent)
- 2018: Death Wish (Regie)
- 2018: Das Haus der geheimnisvollen Uhren (The House with a Clock in Its Walls) (Regie, Darsteller)
- 2019: Halloween Haunt (Haunt) (Produktion)
- 2023: Thanksgiving (Regie, Produktion)
- 2024: Borderlands (Regie, Drehbuch)
- 2025: Night Always Comes